# Claude Bowes-Lyon (1824-1904)

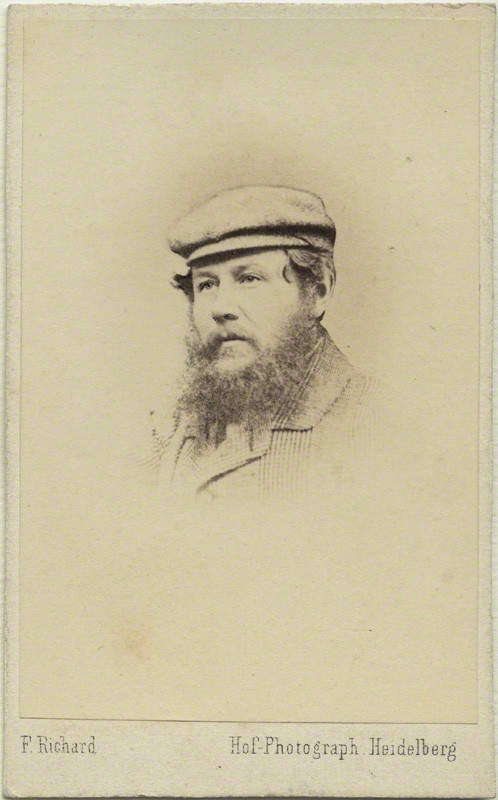
Claude Bowes-Lyon

Claude Bowes-Lyon, de 13e graaf van Strathmore en Kinghorne (Redbourn, 21 juli 1824 – Glamis Castle, 16 februari 1904) was een Schots edelman en de betovergrootvader van de Britse koning Charles III.
Claude Bowes-Lyon werd geboren als tweede zoon van Thomas George Bowes-Lyon en zijn echtgenote Charlotte Grimstead. In 1865 volgde hij zijn oudere broer Thomas Bowes-Lyon op als graaf van Strathmore en Kinghorne. Op 28 september 1853 trouwde hij met Frances Dora Smith. Het echtpaar kreeg elf kinderen.
- Claude (1855-1944), de veertiende graaf van Strathmore en Kinghorne,
- Francis (1856-1948)
- Ernest (1858-1891)
- Herbert (1860-1897)
- Patrick (1863-1946)
- Constance Frances (1865-1951)
- Kenneth (1867-1911)
- Mildred Marion (1868-1897)
- Maud Agness (1870-1941)
- Evelyn Mary (1872-1876)
- Malcolm  (1874-1957)